# Комісія з контролю за азартними іграми в Каліфорнії
Комісія з контролю за азартними іграми в Каліфорнії (California Gambling Control Commission або CGCC) — це офіційна комісія, що займається питаннями азартних ігор штату Каліфорнія.
Комісію було запропоновано створити в середині 90-х років за законопроєктами AB 2803 та AB 362. Це мало бути державне агентство, яке б ліцензувало картярські клуби та казино, що працюють у штаті, на основі державної комісії з ігор в штаті Невада.
Станом на травень 2020 року комісія має юрисдикцію над 86 ліцензованими азартними закладами у Каліфорнії, що не належать представникам корінних племен.
Основні обов'язки Комісії, пов'язані з іграми у резерваціях, включають:
- Визначати придатність ключових працівників резервацій, постачальників ігрових ресурсів фінансових джерел;
- Виступати адміністратором або довіреною особою визначених коштів, включаючи розподіл коштів серед племен;
- Забезпечувати, ощб розподіл ігрових пристроїв або ігрових автоматів серед ігрових племен не перевищував допустиму кількість ігрових пристроїв.[4]